# EU-Meisterschaften (Boxen)
Die EU-Meisterschaften (nicht zu verwechseln mit den Europameisterschaften und den Europaspielen) sind europäische Boxwettkämpfe und werden vom europäischen Boxsportverband European Boxing Confederation organisiert. Teilnahmeberechtigt sind nur Länder, die zur Europäischen Union gehören und Länder, die Beitrittskandidaten der Europäischen Union sind.
Die Meisterschaft besteht aus einer Vorrunde, einem Viertelfinale, einem Halbfinale und einem Finale (Ausnahme: 2009 gab es ausschließlich bei den Frauen keine Vorrunde). Die beiden unterlegenen Halbfinalisten erhalten jeweils Bronze.
Die Herrenwettkämpfe wurden von 2003 bis 2009 im Jahresrhythmus ausgetragen. Erst 2014 fanden in der bulgarischen Hauptstadt Sofia wieder Wettkämpfe statt. Die Frauenwettkämpfe wurden von 2006 bis 2011 jährlich abgehalten. Das nächste Turnier fand im Jahr 2013 im ungarischen Keszthely statt.
Mit vier Goldmedaillen ist der bulgarische Bantamgewichtler Detelin Dalakliew der bisher erfolgreichste Teilnehmer (in den Jahren 2004, 2005, 2007 und 2009 errang er diese Medaillen).

## Bekannte Turniersieger
Zu den bekanntesten Turniersiegern zählen unter anderem Selçuk Aydın, Bülent Ulusoy, Jérôme Thomas, Detelin Dalakliew, Domenico Valentino, Boris Georgiew, Marian Simion, Kubrat Pulew, Roberto Cammarelle, Clemente Russo, Pál Bedák, Billy Saunders, David Price und Denis Makarov.

## Turniere in der Übersicht
| Nr. | Jahr | Austragungsort | Gewichtsklassen |
| --- | ---- | -------------- | --------------- |
| 1   | 2003 | Straßburg      | 11              |
| 2   | 2004 | Madrid         | 11              |
| 3   | 2005 | Cagliari       | 11              |
| 4   | 2006 | Pécs           | 11              |
| 5   | 2007 | Dublin         | 11              |
| 6   | 2008 | Władysławowo   | 11              |
| 7   | 2009 | Odense         | 11              |
| 8   | 2014 | Sofia          | 10              |
| 9   | 2018 | Valladolid     | 10              |

| Nr. | Jahr | Austragungsort | Gewichtsklassen |
| --- | ---- | -------------- | --------------- |
| 1   | 2006 | Porto Torres   | 13              |
| 2   | 2007 | Lille          | 13              |
| 3   | 2008 | Liverpool      | 13              |
| 4   | 2009 | Pasardschik    | 11              |
| 5   | 2010 | Keszthely      | 11              |
| 6   | 2011 | Katowice       | 10              |
| 7   | 2013 | Keszthely      | 10              |
| 8   | 2017 | Cascia         | 10              |